# Florian Ludewig
Florian Ludewig (* 9. November 1981 in Celle) ist ein ehemaliger deutscher BMX-Radsportler und heutiger -Trainer.

## Karriere
Florian Ludewig startete seine BMX-Karriere 1989 für den Vfl Luhetal Bispingen.
Ab Mitte 2004 trainierte Ludewig am Olympiastützpunkt in Cottbus unter Trainer Reneé Schmidt und startete für den RSV Plessa 95.
Im Jahr 2008 beendete Ludewig seine sportliche Laufbahn und wurde am Olympiastützpunkt Cottbus zum ersten hauptamtlichen BMX-Trainer Deutschlands eingestellt. Im Juni 2013 wechselte er vom Olympiastützpunkt Brandenburg zum Bund Deutscher Radfahrer, wo er als  Chef-Bundestrainer BMX eingestellt wurde. 2015 entstand in enger Zusammenarbeit mit Ludewig im Berliner Mellowpark eine BMX-Strecke für Sichtungsrennen des BDR.

## Erfolge
- Deutscher Meister BMX Cruiser 2002, 2004, 2005, 2006[2]
- BMX Europa-Cup Gesamtsieger 2002
- Bundesligagesamtsieger